# Чернець (місяць)
Черне́ць — за народним повір’ям, особливий місяць, що може настати під час Великого посту — календарний місяць з 30 днів, перше й останнє число якого припадуть на піст, або місяць, перша й остання чверть якого припадуть на піст.
Михайло Максимович записав назву місяця березня як «місяць-чернець» і пояснив, що в народі вважають таким тільки той місяць, який народжується і сходить у Великий піст.
Настання ченця пов’язували з кінцем світу. «Як прийде місяць-чернець, то буде й світові кінець»,— каже народне прислів’я.
Виникнення цього повір’я пов’язано, імовірно, з тим, що до впровадження календаря для відліку часу використовувались природні міри — рік і місяць і оскільки вони не кратні, рік міг тривати як дванадцять так і тринадцять місяців. Такий додатковий, тринадцятий місяць, що «відтерміновував» прихід весни (а у християнській традиції — свято Воскресіння, і припадав на його очікування — Великий піст), звичайно, сприймався з пересторогою, як лихе або лиховісне явище. Із запровадженням християнства язичницький тринадцятимісячний рік почали вважати чортівнею, як і взагалі число тринадцять. Однак ще в 1036 р. диякон Кирик написав працю під назвою "Учення, ним же відати чоловіку число всіх літ", де пояснював, звідки береться тринадцятий місяць: "Хай буде відомо, що в одному літі книжних місяців 12 і небесних лун ісходить 12, а в кожному літі лишається 11 днів, і з тих днів на четверте літо припадає луна тринадцята".
1. ↑  Словник Грінченка. Архів оригіналу за 18 березня 2015. Процитовано 29 липня 2013.